# Atarba (Ischnothrix) verticalis
Atarba (Ischnothrix) verticalis is een tweevleugelige uit de familie steltmuggen (Limoniidae). De soort komt voor in het Australaziatisch gebied.